# Игры дьявола
«И́гры дья́вола» (англ. Before the Devil Knows You're Dead) — криминальный триллер 2007 года, снятый режиссёром Сидни Люметом. В главных ролях снялись Филип Сеймур Хоффман, Итан Хоук и Альберт Финни. Последний фильм в карьере Люмета, высоко оценённый мировой кинопрессой и удостоенный множества наград.
Название фильма отсылает к ирландской пословице May you be in heaven a full half-hour before the devil knows you’re dead — «Пусть ты окажешься на небесах за полчаса до того, как дьявол узнает, что ты мёртв».

## Сюжет
Фильм-ограбление начинается с флешбэка, в котором Энди Хэнсон и его жена занимаются любовью во время отдыха в Рио-де-Жанейро и говорят о том, что было бы хорошо остаться в Бразилии навсегда. Далее показана сцена ограбления ювелирного магазина в Нью-Йорке, в ходе которой один грабитель погибает. Со временем становится понятно, что разговор в Бразилии послужил одной из причин этого ограбления. Фильм прокручивает ключевую сцену преступления с позиции разных действующих лиц, до и после трагических событий.
Энди Хэнсон (Сеймур Хоффман) — довольно высокопоставленный финансовый работник, совершил крупную растрату как раз перед началом ревизионной проверки и поэтому срочно нуждается в деньгах, чтобы сокрыть содеянное. Он также подумывает о том, не открыть ли свой бизнес в Бразилии, где когда-то они были счастливы с женой. Его младший брат Хэнк (Этан Хоук) остро нуждается в деньгах для оплаты алиментов, иначе его бывшая жена запретит ему встречаться с дочерью. Оба брата находятся в отчаянном финансовом положении. Энди — более самоуверенный и хладнокровный из них, неожиданно предлагает своему слабовольному и нерешительному брату необычный способ заработать деньги: он говорит ему, что всё содержимое небольшого ювелирного магазинчика, принадлежащего их родителям, полностью застраховано. По утрам в нём работает пожилая женщина по имени Дорис. В магазин можно прийти с игрушечным пистолетом, приказать женщине открыть все сейфы и шкафы, забрать все ювелирные изделия и без проблем удалиться до прихода полиции. От этой операции никто не пострадает — уверяет Энди брата — так как страховые компании полностью оплатят стоимость украденного, а отсутствие родителей гарантирует то, что грабителя никто не узнает. Энди уговаривает Хэнка совершить ограбление. Отсутствие даже малейшего риска практически гарантировано — убеждает Энди своего брата.
Хэнк ошарашен таким предложением и поначалу категорически отказывается, но безысходная ситуация вскоре заставляет его пересмотреть своё решение. Нехотя он соглашается. Однако Хэнк, тайком от старшего брата, предлагает своему приятелю Бобби (у которого уже есть опыт в кражах) присоединиться к нему. Бобби охотно соглашается, но видя нервозность и волнение Хэнка перед ограблением, решает войти в магазин самостоятельно, а Хэнку предлагает ждать его в машине рядом с магазином.
То, что происходит дальше, полностью разрушает планы братьев. В условленный момент Бобби, надев на лицо маску, входит в ювелирный магазинчик и, угрожая пожилой женщине настоящим пистолетом, требует отдать ему все ювелирные изделия и деньги. Он не подозревает, что этой пожилой женщиной в этот день, по чистой случайности, оказывается не Дорис, а мать братьев Хэнсон — Нанетт. Перепуганная Нанетт выполняет все требования налётчика, но затем, выбрав удобный момент, незаметно достаёт из выдвижного ящика пистолет и выстреливает в грабителя. Истекая кровью, Бобби стреляет в женщину и, еле держась на ногах, пытается выйти из магазинчика, но раненая Нанетт, лёжа на полу, ещё раз стреляет в него. Бобби, пробив своим телом тонкую стеклянную дверь, падает на тротуар. Ожидающий его в машине Хэнк, увидев это, в ужасе покидает место преступления на взятой напрокат машине.
Нанетт впадает в кому, врачи оценивают её состояние как безнадёжное, и спустя неделю её престарелый муж Чарльз в присутствии обоих сыновей и дочери принимает непростое решение отключить систему жизнеобеспечения жены. Обескураженный неожиданной трагедией, он начинает самостоятельно расследовать это преступление, не подозревая, что его поиск может вывести его на своих собственных сыновей.
Энди и Хэнк, узнав, что стали причиной смерти своей собственной матери, впадают в шоковое состояние. Невероятное эмоциональное напряжение усугубляется ещё и тем, что им приходится скрывать своё самочувствие от поражённого горем отца. К тому же их прежние финансовые проблемы никуда не делись: ревизионная проверка на работе у Энди уже состоялась и обнаружила огромную недостачу денег. А к Хэнку неожиданно пришёл Дикс, шурин Бобби вместе с вдовой погибшего — своей сестрой — и потребовал денежного возмещения его смерти, грозя в противном случае обратиться в полицию. В этот момент от Энди уходит к своей матери его жена, сообщая напоследок, что уже давно является любовницей Хэнка.
Энди лихорадочно пытается придумать, откуда можно было бы достать крупную сумму денег, и вдруг вспоминает о молодом парне, в квартиру которого он иногда заходит, чтобы принять наркотики. Он срочно приезжает к Хэнку, и они вдвоём едут к тому парню, чтобы ограбить его. В ходе ограбления Энди застреливает парня-дилера и его клиента, чем повергает в шок Хэнка. После этого они направляются в квартиру вдовы Бобби, чтобы уладить финансовую претензию. Однако Энди, вместо того, чтобы уплатить деньги вдове Бобби и её брату, импульсивно убивает Дикса, опасаясь новых и новых попыток шантажа в будущем. Он собирается убить и сестру Бобби, но Хэнк умоляет его не делать этого. В этот момент разъярённый Энди направляет дуло пистолета на самого Хэнка и с гневом говорит ему, что знает о его романе со своей женой. Воспользовавшись этой паузой, сестра Бобби незаметно выхватывает припрятанный в коробке с пиццей пистолет и ранит Энди выстрелом в спину. Испуганный Хэнк спешно покидает квартиру, и на улице его видит Чарльз, давно следящий за сыновьями.
Энди приходит в себя в больничной палате. Его отец заходит в больничную палату в отсутствие медсестры, и Энди говорит ему, что всё пошло не так и он не ожидал такого развития событий. Чарльз убивает сына, удушив его с помощью подушки.
Судьба Хэнка остаётся для зрителя неизвестной.

## В ролях
| Актёр                | Роль          |
| -------------------- | ------------- |
| Филип Сеймур Хоффман | Энди Хэнсон   |
| Итан Хоук            | Хэнк Хэнсон   |
| Альберт Финни        | Чарльз Хэнсон |
| Мариса Томей         | Джина Хэнсон  |
| Алекса Палладино     | Крис Ласорда  |
| Майкл Шэннон         | Декс          |
| Эми Райан            | Марта Хэнсон  |
| Брайан О'Бирн        | Бобби Ласорда |
| Розмари Харрис       | Нанетт Хэнсон |
| Блэйн Хортон         | Джастин       |

## Релиз
Премьера фильма состоялась 6 сентября 2007 на Довильском фестивале американского кино во Франции. Также он демонстрировался на Кинофестивале в Торонто 13 сентября 2007 года. Фильм стал доступен на DVD и Blu ray 15 апреля 2008 года.

## Восприятие
Фильм был с энтузиазмом встречен кинокритиками. На агрегаторе рецензий Rotten Tomatoes он собрал 88 % из 100, на основании 135 обзоров. По данным Metacritic, фильм на основе 36 рецензий получил 84 из 100 %. В отзывах на фильм часто фигурируют имена Тарантино и братьев Коэнов, Софокла и Юджина О’Нила. Режиссёр взял криминальный сюжет сродни «Бешеным псам» и «Фарго», однако все убийства сконцентрировал в одном ничем с виду не примечательном семействе. Неумолимость, с которой раскручивается маховик эдиповского конфликта, напомнила многим рецензентам древнегреческие трагедии.
А. О. Скотт на страницах The New York Times назвал последнюю работу лауреата почётного «Оскара» за вклад в киноискусство «хроникой разрушения — физического, духовного, нравственного». Констатируя беспросветный пессимизм и фатализм режиссёра, Скотт отмечает, что к чудовищным последствиям в фильме ведут «простые, знакомые всем желания — денег, секса, положения в обществе».
Кинообозреватель британской газеты The Guardian увидел в фильме знакомый посыл, что зло автоматически воспроизводит себя и что преступление никогда не ведёт к добру, однако история рассказана настолько искусно, что фильм до конца держит зрителя в напряжении, выдерживая сравнение с «Бешеными псами» и кубриковским «Убийством».
Роджер Эберт также выставил фильму высший балл, заметив, что его герои испытывают эмоции, неслыханные в современных детективах, — горе и раскаяние. Хотя исполнители ролей братьев не похожи друг на друга внешне, из их разговоров создаётся впечатление, что за спиной у них — большое и не всегда светлое прошлое. Режиссёра Люмета он назвал национальным достоянием.
Нарисованная в фильме ситуация настолько беспросветна в своём трагизме, что лица героев Хоука и Финни то и дело искажают гротескные гримасы. Отец семейства напомнил Дж. Хоберману задыхающуюся рыбу, которую вытащили из воды; у него постоянно открыт рот. Дж. Розенбаум посчитал, что Финни заметно переигрывает, что не лучшим образом отражается на качестве фильма.
Top 10
Фильм появлялся во многих Тор-10 лучших фильмов 2007 года.
| - 1 место— Stephen Farber, The Hollywood Reporter - 1 место — Steven Rea, The Philadelphia Inquirer - 2 место — Marc Mohan, The Oregonian - 2 место — Owen Gleiberman, Entertainment Weekly - 3 место — Manohla Dargis, The New York Times - 3 место — Richard Schickel, TIME magazine - 3 место — Роджер Эберт, Chicago Sun-Times - 4 место — Rene Rodriguez, The Miami Herald - 5 место — Marc Savlov, The Austin Chronicle - 6 место — Carina Chocano, Los Angeles Times - 6 место — Frank Scheck, The Hollywood Reporter | - 6 место — Keith Phipps, The A.V. Club - 7 место — Scott Foundas, LA Weekly (tied with Eastern Promises) - 8 место — Jack Mathews, New York Daily News - 8 место — Lou Lumenick, New York Post - 8 место — Питер Треверс, Rolling Stone - 8 место — Ty Burr, The Boston Globe - 9 место — Mick LaSalle, San Francisco Chronicle - 9 место — Peter Vonder Haar, Film Threat - 10 место — Philip Martin, Arkansas Democrat-Gazette - 10 место — Стивен Хантер, The Washington Post |

## Награды и номинации
- 2008 — две номинации на премию «Выбор критиков»: лучший режиссёр (Сидни Люмет), лучший актёрский состав
- 2008 — две номинации на премию «Независимый дух»: лучшая женская роль второго плана (Мариса Томей), лучший дебютный сценарий (Келли Мастерсон)
- 2007 — премия «Спутник» за лучший актёрский состав, а также три номинации: лучший фильм — драма, лучший режиссёр (Сидни Люмет), лучший оригинальный сценарий (Келли Мастерсон)

## Сборы
26 октября 2007 фильм вышел в США в ограниченном прокате в 2 кинотеатрах, собрав $73,837 в первую неделю. Всего в мире фильм собрал $25 486 780.